# Verruyes

Verruyes este o comună în departamentul Deux-Sèvres, Franța. În 2009 avea o populație de 908 de locuitori.